# Manuel II Wielki Komnen
Manuel II Wielki Komnen (ur. 1323 lub 1324, zm. 22 września 1332) – cesarz Trapezuntu od 8 stycznia do 22 września 1332 roku. 

## Życiorys
Był prawdopodobnie nieślubnym synem cesarza Andronika III. Panował przez 8 miesięcy w 1332 roku. Zakończył panowanie zamordowany z rozkazu swojego wuja. 